# Campionato giordano di calcio
Il campionato giordano di calcio, fondato nel 1944, è posto sotto l'egida della Federazione calcistica della Giordania (JFA).

## Struttura
Il campionato giordano si articola nelle seguenti divisioni.
| Livelli | Divisioni                              | Divisioni                              | Divisioni                              | Divisioni                              | Divisioni                              | Divisioni                              | Divisioni                              | Divisioni                              | Divisioni                              | Divisioni                              | Divisioni                              |
| ------- | -------------------------------------- | -------------------------------------- | -------------------------------------- | -------------------------------------- | -------------------------------------- | -------------------------------------- | -------------------------------------- | -------------------------------------- | -------------------------------------- | -------------------------------------- | -------------------------------------- |
| 1       | Lega giordana professionistica 12 club | Lega giordana professionistica 12 club | Lega giordana professionistica 12 club | Lega giordana professionistica 12 club | Lega giordana professionistica 12 club | Lega giordana professionistica 12 club | Lega giordana professionistica 12 club | Lega giordana professionistica 12 club | Lega giordana professionistica 12 club | Lega giordana professionistica 12 club | Lega giordana professionistica 12 club |
| 2       | Prima Divisione 14 club                | Prima Divisione 14 club                | Prima Divisione 14 club                | Prima Divisione 14 club                | Prima Divisione 14 club                | Prima Divisione 14 club                | Prima Divisione 14 club                | Prima Divisione 14 club                | Prima Divisione 14 club                | Prima Divisione 14 club                | Prima Divisione 14 club                |
| 3       | Seconda Divisione 16 club              | Seconda Divisione 16 club              | Seconda Divisione 16 club              | Seconda Divisione 16 club              | Seconda Divisione 16 club              | Seconda Divisione 16 club              | Seconda Divisione 16 club              | Seconda Divisione 16 club              | Seconda Divisione 16 club              | Seconda Divisione 16 club              | Seconda Divisione 16 club              |

## Storia
Il campionato giordano nacque nel 1944, anno in cui vide la partecipazione di quattro squadre.